# Percy Montgomery
Percival Colin Montgomery, conegut per Percy Montgomery, és un jugador de rugbi nascut el 15 de març de 1974 a Walvis Bay (Sud-àfrica, però actualment situat a Namíbia), i que juga principalment al lloc de darrere. Té el rècord absolut d'internacionalitats i és el màxim anotador de la Selecció de rugbi de Sud-àfrica. Té dos nens.

## Carrera
El 1999, disputa la seva primera copa del món, jugant 5 partits i aconseguint 2 drops contra els All Blacks.
El 2002 decideix anar a jugar a Europa, als Newport Gwent Dragons de Gal·les. Sembla que la seva carrera internacional haguera d'acabar, ja que la política de la SARFU, federació que regeix les regles a Sud-àfrica, és la de no seleccionar jugadors que no juguin al país. Però finalment acaba essent seleccionat per jugar amb els Springboks durant la temporada 2004 amb la que va guanyar el Torneig de les Tres Nacions.
El 2005 decideix tornar al seu país per jugar amb els Sharks. Posteriorment passa a jugar el Campionat de França de rugbi a 15 amb la Unió Esportiva d'Arlequins de Perpinyà (USAP) durant una temporada, per a tornar posteriorment al seu primer club: els Stormers.
El 2007 disputa la seva segona copa del món, en la que és el màxim anotador, proclamant-se campió amb Sud-àfrica després de guanyar Anglaterra a la final per 15-6. El 30 d'agost de 2008 va disputar el seu darrer partit internacional abans de retirar-se. Els Springboks derrotaren Austràlia per 53-8 en un partit del Torneig de les Tres Nacions.
Montgomery té el rècord de punts marcats per un jugador sud-africà, superant en Naas Botha, i el d'internacionalitats. Va debutar amb els Springboks l'any 1997 contra els Lleons. Va superar el rècord el 22 de setembre de 2007 el rècord que tenia fins llavors Joost van der Westhuizen amb 90, inscrivint-se així a la història del rugbi sud-africà com un dels millors jugadors.

## Palmarès
Amb Sud-àfrica
- Campió del món 2007 amb Sud-àfrica, guanyant Anglaterra a la final (20 d'octubre de 2007).
- Màxim anotador a la Copa del món de 2007 amb 105 punts.
- Participació en el Trinacions 1998, 2004

(A data 20 d'octubre de 2007)
- 94 seleccions des de 1997
- 24 assaigs
- 873 punts (24 assaigs, 149 transformacions, 146 cops de càstig, 6 drops)
- Seleccions per temporada : 10 el 1997, 12 el 1998, 12 el 1999, 10 el 2000, 6 el 2001, 11 el 2004, 12 el 2005, 7 el 2006, 12 el 2007.

A nivell de clubs
- Finalista del Top 14 2007, contra els Blue Bulls de Pretòria.
- 64 partits de Top 12/14 amb Sharks (10) i Stormers/Western Province (54)
- 322 punts marcats al Top 12 (a data 30-07-06)

Percy Montgomery, pilota a mà, contra la Samoa (juny de 2007)
Copes del món disputades :
1999 (1/2 finalista)
5 partits, 2 drops, 6 punts
2007 (vencedor)
7 partits (Samoa, Anglaterra, Tonga, Estats Units, Fiji, Argentina), Anglaterra : 2 assaigs, 22 transformacions, 17 cops de càstig, 105 punts.